# BMX-Rennsport-Weltmeisterschaften 1997
Die BMX-Rennsport-Weltmeisterschaften 1997 fanden vom 25. bis 27. Juli im kanadischen Saskatoon statt. Es gab Wettkämpfe für die Kategorien Elite und Junioren im BMX-Rennen (Männer und Frauen) sowie im Cruiser (nur Männer). Parallel zu den Weltmeisterschaften liefen Wettkämpfe für die Leistungsklasse Challenge. An beiden zusammen nahmen etwa 1.100 Fahrer aus 32 Ländern teil.
Für die Wettkämpfe war eine BMX-Bahn vor der Tribüne der Pferderennbahn auf den Prairieland Exhibition Grounds gebaut worden. Die Bahn wurde anschließend wieder abgetragen, das Startgatter fand noch 20 Jahre später bei regionalen Wettkämpfen Verwendung.

## Ergebnisse
Unten angegeben ist jeweils die Rangfolge im Finale. Die genauen Zeiten sind nicht überliefert.

### Frauen Elite
| Platz | Name                |
| ----- | ------------------- |
| 1     | Michelle Cairns     |
| 2     | Karien Gubbels      |
| 3     | Marie McGilvary     |
| 4     | Shawnda Shaughnessy |
| 5     | Jolanda Oosten      |
| 6     | Brigitte Busschers  |
| 7     | Cécile Frayssinet   |
| 8     | Astrid Delescluse   |

### Männer Elite
| Platz | Name               |
| ----- | ------------------ |
| 1     | John Purse         |
| 2     | Greg Romero        |
| 3     | Matt Hadan         |
| 4     | Christophe Lévêque |
| 5     | Thomas Allier      |
| 6     | Robbie Miranda     |
| 7     | Neal Wood          |
| 8     | Steve Veltman      |

| Platz | Name               |
| ----- | ------------------ |
| 1     | Christophe Lévêque |
| 2     | Neal Wood          |
| 3     | Dale Holmes        |
| 4     | Kiyomi Waller      |
| 5     | Thomas Allier      |
| 6     | Todd Lyons         |
| 7     | Jacguel González   |
| 8     | Brent Lee          |

### Juniorinnen
| Platz | Name                      |
| ----- | ------------------------- |
| 1     | Rachael Marshall          |
| 2     | Audrey Pichol             |
| 3     | Ellen Bollansee           |
| 4     | Ana Flavia Ribeiro Sgobin |
| 5     | Dagmara Poláková          |
| 6     | Tatjana Schocher          |
| 7     | Rianne Busschers          |
| 8     | Marla Brady               |

### Junioren
| Platz | Name              |
| ----- | ----------------- |
| 1     | Ivo Lakučs        |
| 2     | Thierry Fouilleul |
| 3     | Mickael Deldycke  |
| 4     | Paul Bailey       |
| 5     | Jocelyn Ruiz      |
| 6     | Larry Cambra      |
| 7     | Brant Moisel      |
| 8     | Jason Johnson     |

| Platz | Name              |
| ----- | ----------------- |
| 1     | Thierry Fouilleul |
| 2     | Mickael Deldycke  |
| 3     | Kevin Royal       |
| 4     | Dorus Brink       |
| 5     | Sevastián Tejada  |
| 6     | Larry Cambra      |
| 7     | Jocelyn Ruiz      |
| 8     | Sebastián Illari  |

## Medaillenspiegel
| Platz  | Land               | Gold | Silber | Bronze | Gesamt |
| ------ | ------------------ | ---- | ------ | ------ | ------ |
| 1      | Frankreich         | 2    | 3      | 1      | 6      |
| 2      | Vereinigte Staaten | 2    | 1      | 3      | 6      |
| 3      | Australien         | 1    | 0      | 0      | 1      |
| 3      | Lettland           | 1    | 0      | 0      | 1      |
| 5      | Großbritannien     | 0    | 1      | 1      | 2      |
| 6      | Niederlande        | 0    | 1      | 0      | 1      |
| 7      | Belgien            | 0    | 0      | 1      | 1      |
| Gesamt | Gesamt             | 6    | 6      | 6      | 18     |